# Bah Perak
Bah Perak is een bestuurslaag in het regentschap Deli Serdang van de provincie Noord-Sumatra, Indonesië. Bah Perak telt 364 inwoners (volkstelling 2010).